# Jorge Cumbo
Jorge Cumbo (La Plata, 15 de diciembre de 1942 - Buenos Aires, 28 de octubre de 2021) fue un cantante, quenista, arreglista, director y compositor de música folklórica de Argentina y de América Latina. 

## Biografía
Fue el primer director del Quinteto Vocal Tiempo. Integró el grupo Los Incas/Urubamba con el que realizó presentaciones de alcance mundial junto a Paul Simon difundiendo entre otros temas "El cóndor pasa". Fue líder del Trío Cumbo con Gerardo Di Giusto y Ricardo Moyano, formó el Dúo Juárez-Cumbo, junto al pianista Manolo Juárez, el Dúo Cumbo-Masliah con Leo Maslíah, y el trío Cumbo-Vitale-González, con Lito Vitale y Lucho González. En 1995 recibió un Diploma al Mérito de los Premios Konex como una de los 5 mejores instrumentistas de folklore de la década en Argentina.
Murió en el Sanatorio Güemes el 28 de octubre de 2021 a los 78 años tras estar hospitalizado por 20 días a causa de cáncer.

## Discografía Parcial

### Álbumes
1. Los 4 Colores, Philips, Argentina [Vinilo]
2. La Raíz de Tu Grito/Te recuerdo Amanda (Quinteto Vocal Tiempo), 1970 (Musicamundo) Argentina [Vinilo-EP]
3. Nadita Nai Nai/Felices Dias, 1977 (Microfon) Argentina [Vinilo-EP]
4. Sonia/Yerba Mate, 1977 (Microfon) Argentina [Vinilo-EP]
5. La Nieve y El Arco Iris, 1977 (Microfon), 1978 (Trova) Argentina [Vinilo]
6. Cumbo-Vitale-González, 1984 (Ciclo3) Argentina [Vinilo]
7. En Dúplex, con Leo Masliah, 1987 (Orfeo), Uruguay [Vinilo]
8. Jorge Cumbo y la Banda Andina, 1988, Argentina [Casete]
9. Manolo Juárez & Jorge Cumbo, 1989 (Melopea) Argentina [Vinilo]
10. Manolo Juárez & Jorge Cumbo, 1994 (Melopea) Argentina [CD]
11. Cumbo-Vitale-González, 1994 (Ciclo3) Argentina [CD]
12. Argentina - Los Tiempos Cambian (Trio Cumbo), 1995 (A.S.P.I.C) Francia [CD]
13. Cañas y Computadoras, 1995 (EPSA) Argentina [CD]
14. Cañas y Guitarras, 1997 (EPSA) Argentina [CD]
15. Jorge Cumbo with La Banda Andina, 2000 (Geomusica) Francia [CD]
16. Jorge Cumbo Tokyo Live 1999, 2000 (Sistema) Japón [CD]
17. 100 Viejos Caballos, 2007 (Geomusica) España [CD]
18. Cumbo Cuerdas, 2020 (Jorge Cumbo) Argentina [Digital]

### Grupos/Colaboraciones/Álbumes recopilatorios
1. Trío Maipú, Argentina [Casete]
2. Promoción 69 (1-3. Pobladora de Luz/2-1. Refalosa del Adiós) (Quinteto Vocal Tiempo), 1969 (Polydor) Argentina [Vinilo]
3. Misa Criolla/Folklore Latinoamericano (A. Coro/B2. Tema Popular De Baguala) como "Jorge Knubovetz" (Agrupación Música, Dir. Enzo Gieco), 1973 (Monitor) US [Vinilo]
4. La Fiesta (Los Incas), 1973 (EMI) Francia [Vinilo]
5. Urubamba (Urubamba), 1974 (CBS) Francia [Vinilo]
6. 4º LP (A2. El Que Queda Solo) (León Gieco), 1978 (Sazam) Argentina [Vinilo]
7. De Michele - Erausquin (1. Aquí Luis/5. Capitán Sueños) (Pastoral), 1979 (Sazam) [Vinilo, Casete]
8. Pensar En Nada (A3. Soy Un Pobre Agujero/B3. Cumbia De La Ciudad) (León Gieco), 1981 (Sazam) Argentina [Vinilo]
9. Un Instant d'Eternite (Un Pedazo De Infinito) (Los Incas), 1986 Francia [Vinilo]
10. ¿Será posible El Sur? (5. Todo Cambia) (Mercedes Sosa), 1986 Argentina [Vinilo]
11. Punc (A4. Quisiera Vivir Cien Años Para Seguir Tocando Este Tema, No Sé Si Será Posible, Pero...) (Leo Maslíah) 1987 (RCA Victor) Argentina [Vinilo]
12. Gracias A La Vida (1. Todo Cambia) (Mercedes Sosa), 1994 (Universal Music) Argentina [CD]
13. La Memoria del Tiempo/Juntando Almas vol. II (11. Adagio) (Lito Vitale) , 1995 (Ciclo3) Argentina [CD]
14. Un Instant d'Eternite (Un Pedazo De Infinito) (Los Incas), 1996 (Buda Records) Francia [CD]
15. Bronca Buenos Aires (10. Nadita Nai Nai), 2004 (Victor Entertainment) Japón [CD]

## Filmografía
1. Prima Rock (Director: Osvaldo Andéchaga) - 1982 Argentina [Cinema]
2. Método para Quena - 1988 Perú [Vídeo]